# Прело (Ђенова)
Прело је насеље у Италији у округу Ђенова, региону Лигурија.
Према процени из 2011. у насељу је живело 510 становника. Насеље се налази на надморској висини од 132 м.